# Kanashsky (huyện)
Huyện Kanashsky (tiếng Nga: ? райо́н) là một huyện hành chính tự quản (raion), của Chuvashia, Nga. Huyện có diện tích 981 kilômét vuông, dân số thời điểm ngày 1 tháng 1 năm 2000 là 43500 người. Trung tâm của huyện đóng ở Kanash.